# トーキン
株式会社トーキンは、宮城県仙台市太白区に本店を、宮城県白石市に本社を置く、電気部品・電子部品を製造販売する企業である。

## 概要
トーキンは、2006年に電池事業でのリストラクチャリングによる特別損失を計上して赤字決算となり、2008年の世界的な景気減速（リーマン・ショック）で主力商品である電子部品の売上が落ち、債務超過となる。翌09年、第三者割当増資と株式交換によってNECの完全子会社とされ、東証上場廃止となった。
2012年3月12日、米国の電子部品会社であるKEMET Corporationと資本・業務提携契約を締結した。これに伴い、代表取締役会長を同社から迎え、NECの持分法適用関連会社となった。
近年は業績不振に喘いでいたが、スマートフォン向けなどの新製品が好調でコンデンサー事業において受注が急増。2015年3月期には4期ぶりに黒字に転じる見通しと報じられている。また2015年度から次年度にかけ、二十数億円を投じ主力工場であるフィリピン第1工場を拡張。電子部品「車載リレー」の製造ラインを増やすほか、工場従業員も増員するとしている。
2017年4月19日、KEMET Corporationが、NECトーキンの全株式をNECから取得し、NECグループから離脱した。また同日付で社名を「トーキン」に変更した。これに先立ちEMデバイス事業を同年4月14日付で分社化し、投資ファンドの日本産業パートナーズ（東京）の投資事業有限責任組合などが出資する特別目的会社に売却するとしている。

## スポーツ
サッカーでは、2008年11月に休部したNECトーキンサッカー部を前身としたNEC TOKIN FCを擁していた（2012年2月クラブチームとしても解散。塩釜NTFCヴィーゼに合併され、そこの支援に回る。NECグループを離脱した翌年の2018年に名称から「NT」が外れ、塩釜FCヴィーゼへと戻された。）。また、2007年9月から2008年シーズン終了までベガルタ仙台のユニフォーム背中部分のスポンサーを務めていた。なお白石事業所サッカー部はその後も活動を継続し、2023年現在は仙南サッカーリーグに所属している。

## 沿革
- 1938年4月 - 通信機器用金属材料の国産化のため、日本特殊金属株式会社設立。
- 1938年9月 - 東北大学金属材料研究所が発明したセンダストの工業化目的で設立された東北金属工業株式会社を吸収合併。
- 1961年9月 - 株式を東証2部に上場。
- 1963年2月 - 東証1部に指定替え。
- 1978年6月20日 - 宮城県沖地震により電気炉など生産工程に被害が出たとして、労働組合に対し従業員139人の一時帰休を申し入れた[8]。
- 1988年4月 - 株式会社トーキンへ社名変更。
- 2002年4月 - NECモバイルエナジーなどNECの電子部品事業（キャパシタ、電池、EMデバイス）をNECの会社分割により承継・統合し、NECの持株比率が66.6%となる[9]。同時にNECトーキン株式会社へ社名変更。
- 2009年
  - 2月20日 - NECに対する第三者割当増資を実施。同社の出資比率は74.31%に上昇。
  - 5月8日 - 1株につき現金236円を交付する株式交換契約を締結。
  - 7月27日 - 上場廃止。
  - 8月1日 - 株式交換によりNECの完全子会社となる。
- 2012年
  - 3月12日 - アメリカ・サウスカロライナ州の電子部品会社であるKEMET Corporationと資本・業務提携契約を締結。NECに対する無議決権優先株式の無償割当と、KEMET社に対する普通株式（5000万ドル）の第三者割当増資を実施し、持株比率がNEC66%、KEMET社34%、議決権比率がNEC49%、KEMET社51%となる。
  - 5月 - 本社機能を東京都千代田区神保町から宮城県白石市に移転[10]。
- 2014年10月1日 - 富山事業所（富山県下新川郡入善町）を研究や開発に特化させるため、同事業所の従業員を182人から100人に削減[11]。
- 2015年12月9日 - 台湾の公平交易委員会から公平交易法（日本の私的独占の禁止及び公正取引の確保に関する法律（独占禁止法）に相当する法律）違反に当たるとして約12億2千万台湾ドル（約45億3千万円）の罰金を課される[12]。
- 2017年4月19日 - KEMET Corporationの完全子会社となる。社名を再び株式会社トーキンへ変更。

## 関係会社
- NT販売株式会社
- 株式会社トーキンEMCエンジニアリング
- TOKIN America Inc.
- TOKIN Europe GmbH
- TOKIN Electronics (Thailand) Co.,Ltd.